# M'lang
M'lang è una municipalità di quarta classe delle Filippine, situata nella Provincia di Cotabato, nella Regione del Soccsksargen.
M'lang è formata da 37 baranggay:
- Bagontapay
- Bialong
- Buayan
- Calunasan
- Dagong
- Dalipe
- Dungo-an
- Gaunan
- Inas
- Katipunan
- La Fortuna
- La Suerte
- Langkong
- Lepaga
- Liboo
- Lika
- Luz Village
- Magallon
- Malayan

- New Antique
- New Barbaza
- New Consolacion
- New Esperanza
- New Janiuay
- New Kalibo
- New Lawa-an
- New Rizal
- Nueva Vida
- Pag-asa
- Palma-Perez
- Poblacion
- Poblacion B
- Pulang-lupa
- Sangat
- Tawantawan
- Tibao
- Ugpay